# Portweinzange

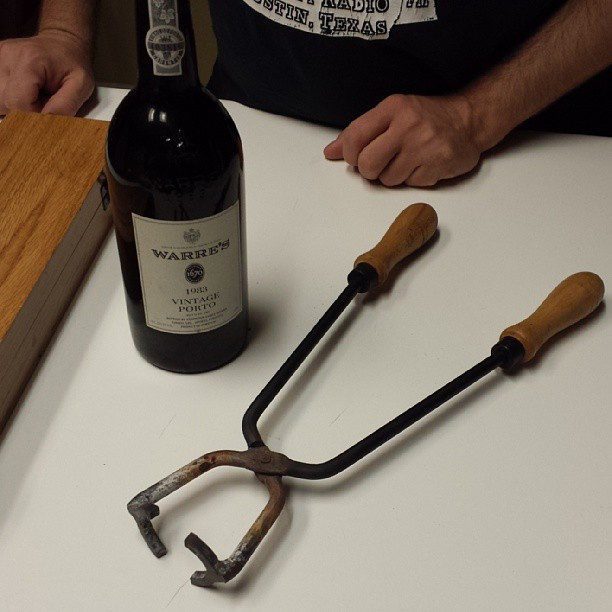

Eine Portweinzange (portugiesisch Tenaz) ist eine spezielle Zange zum Öffnen von Weinflaschen, die mit einem Korken verschlossen sind. Die Zange wird über einem Feuer erhitzt und für ca. 20–30 Sekunden um den Flaschenhals gepresst. Dann wird die Druckstelle schnell mit einem feuchten Tuch oder mit Eiswasser abgekühlt. Durch Thermoschock bricht das Glas, normalerweise mit einer glatten, wohldefinierten Bruchstelle. Eventuell in die Flasche gefallene Glassplitter müssen durch Dekantieren entfernt werden.
Die Zange kommt zur Anwendung, wenn der Korken nicht mit einem normalen Korkenzieher entfernt werden kann. In jedem Falle darf kein Depot aufgewirbelt und der Korken oder die Flasche nicht zerstört werden. Oft ist der Korken durch Alterung spröde und brüchig geworden oder sitzt zu fest in der Flasche. Bei alkoholverstärkten Weinen wie Portwein kommt dies besonders häufig vor, da diese Weine deutlich länger haltbar sind und somit die Flaschen oft Jahrzehnte lagern. Die Zange ist aber prinzipiell auch für jede andere Flasche verwendbar.
Portweinzangen sind eher selten anzutreffen. Nur sehr gut ausgestattete Weintrinker oder -lokale verfügen über ein solches Instrument. Als einfachere Alternativmethode lässt sich der Korken in die Flasche drücken; der Wein muss mitsamt in die Flasche gefallener Krümel vorsichtig abgegossen werden. Eine weitere Lösungsmöglichkeit ist, den Flaschenhals direkt mit einer Lötlampe zu erhitzen (und dann abzukühlen), wobei so allerdings die Temperaturkontrolle über die Glühfarbe des Zangenmetalls fehlt.
Die Portweinzange wurde in der Region von Douro erfunden.